# Triantafyllos Pasalidīs
Triantafyllos Pasalidīs (in greco Τριαντάφυλλος Πασαλίδης?; Eleftherio-Kordelio, 19 luglio 1996) è un calciatore greco, difensore dell'Athens Kallithea.

## Carriera

### Club
Il 14 febbraio 2017, dopo un'esperienza biennale all'Aiginiakos, viene acquistato a titolo definitivo dall'Asteras Tripolis sottoscrivendo un contratto quadriennale. Il 19 agosto 2017 debutta in campionato contro il PAS Giannina (1-2). Il 9 settembre seguente mette a segno la sua prima rete in una gara persa per 3-1 in casa contro il Lamia. Il 19 novembre torna nuovamente al gol in una gara vinta per 3-0 contro il Platania.
Il 28 maggio 2021 firma un contratto triennale con l'OFI Creta. Ha fatto il proprio debutto il 13 settembre 2021 in una gara esterna contro l'Aris Salonicco e, contro lo stesso avversario, metterà poi a segno la prima rete della propria esperienza tre mesi dopo.
Il 31 gennaio 2024 viene annunciata la sua cessione a titolo definitivo alla Salernitana, con cui sottoscrive un contratto biennale. Debutta con i campani il 4 febbraio seguente in un pareggio contro il Torino, dove si ritrova a dover uscire dal campo al 70' minuto per via di un infortunio alla spalla. Complice la retrocessione del club con quattro turni d'anticipo, termina la sua esperienza in granata disputando solo 8 partite.
Il 24 giugno 2024, viene ufficializzato il suo passaggio a parametro zero all'Athens Kallithea, neo-promosso nella massima serie greca, a partire dal 1º luglio seguente.

### Nazionale
Ha giocato nella nazionale greca Under-21.

## Statistiche

### Presenze e reti nei club
Statistiche aggiornate al 4 gennaio 2025.
| Stagione                | Squadra                 | Campionato              | Campionato | Campionato | Coppe nazionali | Coppe nazionali | Coppe nazionali | Coppe continentali | Coppe continentali | Coppe continentali | Altre coppe | Altre coppe | Altre coppe | Totale | Totale |
| Stagione                | Squadra                 | Comp                    | Pres       | Reti       | Comp            | Pres            | Reti            | Comp               | Pres               | Reti               | Comp        | Pres        | Reti        | Pres   | Reti   |
| ----------------------- | ----------------------- | ----------------------- | ---------- | ---------- | --------------- | --------------- | --------------- | ------------------ | ------------------ | ------------------ | ----------- | ----------- | ----------- | ------ | ------ |
| 2016-2017               | Aiginiakos              | GE                      | 25         | 0          | CG              | 3               | -               | -                  | -                  | -                  | -           | -           | -           | 28     | 0      |
| 2017-2018               | Asteras Tripolīs        | SL                      | 26         | 2          | CG              | 2               | 0               | -                  | 0                  | 0                  | -           | -           | -           | 28     | 2      |
| 2018-2019               | Asteras Tripolīs        | SL                      | 24         | 0          | CG              | 6               | 0               | QEL                | 1                  | 0                  | -           | -           | -           | 31     | 0      |
| 2019-2020               | Asteras Tripolīs        | SL1                     | 14+6       | 0+1        | CG              | 4               | 0               | -                  | -                  | -                  | -           | -           | -           | 24     | 1      |
| 2020-2021               | Asteras Tripolīs        | SL1                     | 12+1       | 0          | CG              | 2               | 0               | -                  | -                  | -                  | -           | -           | -           | 15     | 0      |
| Totale Asteras Tripolīs | Totale Asteras Tripolīs | Totale Asteras Tripolīs | 83         | 3          |                 | 14              | 0               |                    | -                  | 1                  |             | -           | -           | 98     | 3      |
| 2021-2022               | OFI Creta               | SL1                     | 19+3       | 1          | CG              | 1               | 0               | -                  | -                  | -                  | -           | -           | -           | 23     | 1      |
| 2022-2023               | OFI Creta               | SL1                     | 16+6       | 0          | CG              | 1               | 0               | -                  | -                  | -                  | -           | -           | -           | 23     | 0      |
| 2023-gen. 2024          | OFI Creta               | SL1                     | 11         | 0          | CG              | 2               | 0               | -                  | -                  | -                  | -           | -           | -           | 13     | 0      |
| Totale OFI Creta        | Totale OFI Creta        | Totale OFI Creta        | 55         | 1          |                 | 4               | 0               |                    | -                  | -                  |             | -           | -           | 59     | 1      |
| gen.-giu. 2024          | Salernitana             | A                       | 8          | 0          | CI              | 0               | 0               | -                  | -                  | -                  | -           | -           | -           | 8      | 0      |
| 2024-2025               | Athens Kallithea        | SL1                     | 13         | 0          | CG              | 2               | 0               |                    |                    |                    |             |             |             | 15     | 0      |
| Totale carriera         | Totale carriera         | Totale carriera         | 184        | 4          |                 | 20              | 0               |                    | 1                  | 0                  |             | 0           | 0           | 205    | 4      |